# Walter Gómez

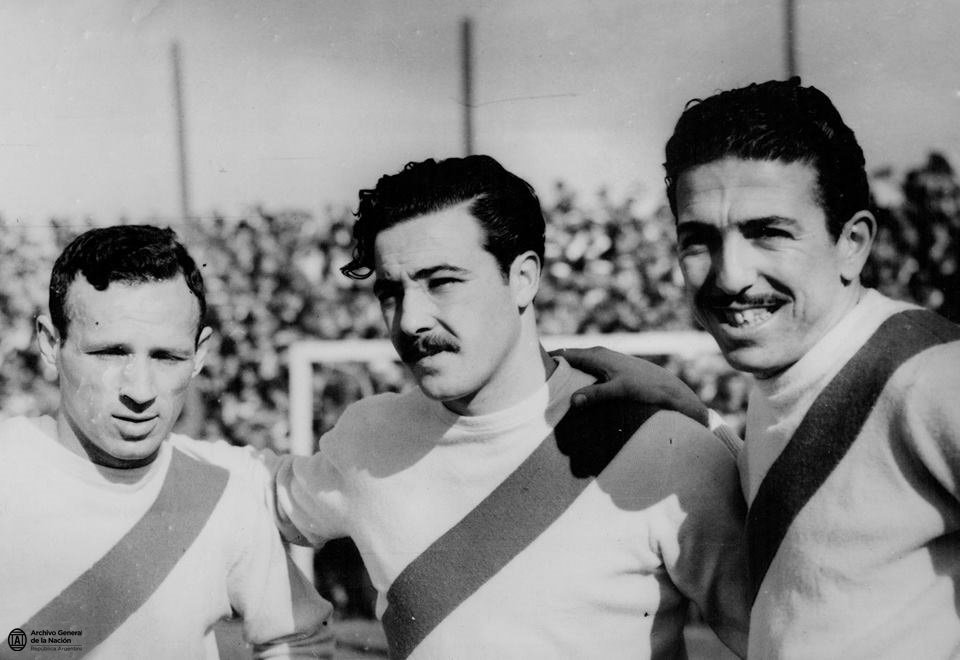
Félix Loustau, Walter Gómez y Ángel Labruna.

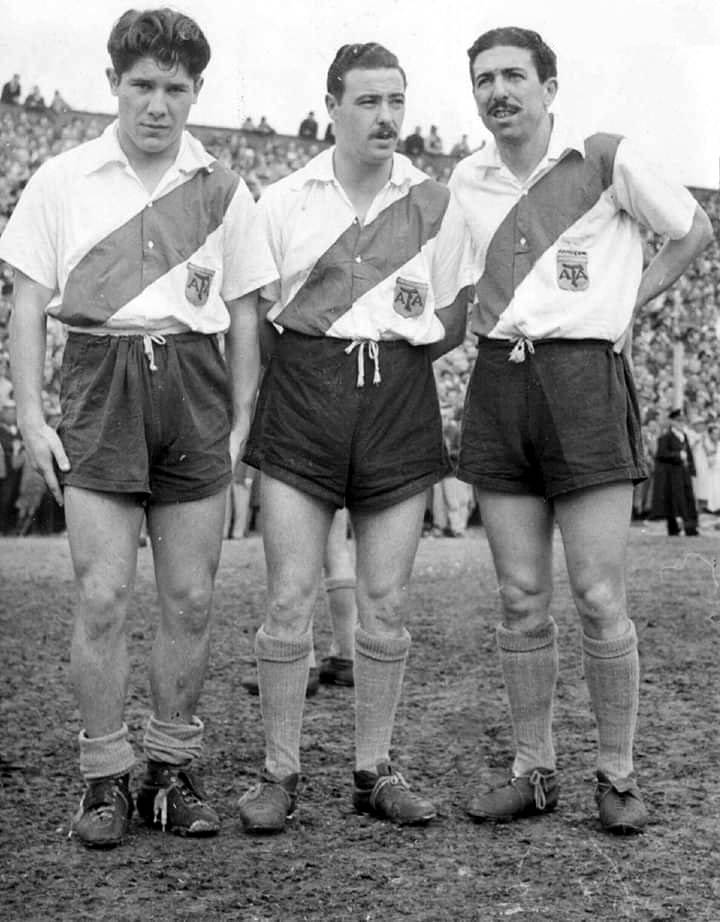
Walter Gómez junto a Omar Sívori y Ángel Labruna.

Walter Gómez Pardal (Montevideo, 17 de diciembre de 1927 - Vicente López, Buenos Aires; 4 de marzo de 2004) fue un futbolista uruguayo que jugaba como delantero. De trayectoria destacada en Nacional y River Plate, fue campeón con Nacional en 1946 y 1947 y también obtuvo los Campeonatos de Primera División de 1952, 1953 y 1955 con River Plate.

## Carrera
“La gente ya ni come para ver a Walter Gómez”, era el canto de la hinchada de River Plate cuando el uruguayo Walter Gómez salía a la cancha. Fue uno de los futbolistas más extraordinarios de todos los tiempos. Falleció el 4 de marzo de 2004, siendo enterrado en el cementerio de Lomas de Zamora, Buenos Aires. Tenía 76 años y llevaba una vida modesta en Argentina.
Había comenzado su carrera futbolística en Central 
Español, pasando luego a Nacional donde se convirtió en ídolo y deslumbró con su juego. Pero golpeó a un juez en un clásico y eso lo alejó tanto de los tricolores como de la selección nacional, no pudiendo integrar la selección de 1950 responsable de la gesta del Maracaná.
En River Plate también fue ídolo, coronándose campeón en 1952, 1953 y 1955, año en que dejó el club en el cual jugó 140 partidos y convirtió 74 goles. Fue con los “Millonarios” que logró un récord que aún ostenta: marcó cuatro goles en 21 minutos ante Lanús.
En 1956 pasó al Palermo de Italia y tres años después volvió a Nacional. Luego estuvo en el Cúcuta de Colombia y el Deportivo Galicia de Venezuela, retirándose en 1964.
Una de las anécdotas que más se recuerdan de su vida ocurrió nada menos que el 16 de julio de 1950 cuando, al conocerse que Uruguay le había ganado 2 a 1 a Brasil en Maracaná coronándose Campeón del Mundo, en Buenos Aires se detuvo el partido entre River Plate y San Lorenzo para que sus compañeros lo levantaran en andas en un gesto que Walter Gómez siempre recordó con emoción.

## Selección nacional

### Participaciones en Copa América
| Copa                         | Sede      | Resultado  | PJ (G) |
| ---------------------------- | --------- | ---------- | ------ |
| Campeonato Sudamericano 1946 | Argentina | 4.º puesto | 2 (0)  |

## Clubes
| Club              | País      | Año       |
| ----------------- | --------- | --------- |
| Central           | Uruguay   | 1944-1945 |
| Nacional          | Uruguay   | 1946-1949 |
| River Plate       | Argentina | 1950-1955 |
| US Palermo        | Italia    | 1956-1959 |
| Nacional          | Uruguay   | 1959      |
| Cúcuta Deportivo  | Colombia  | 1960-1961 |
| Once Caldas       | Colombia  | 1962      |
| Deportivo Galicia | Venezuela | 1964      |

## Palmarés

### Campeonatos nacionales
| Título                        | Club              | País      | Año  |
| ----------------------------- | ----------------- | --------- | ---- |
| Primera División de Uruguay   | Nacional          | Uruguay   | 1946 |
| Torneo de Honor               | Nacional          | Uruguay   | 1946 |
| Primera División de Uruguay   | Nacional          | Uruguay   | 1947 |
| Torneo Competencia            | Nacional          | Uruguay   | 1948 |
| Torneo de Honor               | Nacional          | Uruguay   | 1948 |
| Primera División de Argentina | River Plate       | Argentina | 1952 |
| Copa Ibarguren                | River Plate       | Argentina | 1952 |
| Primera División de Argentina | River Plate       | Argentina | 1953 |
| Primera División de Argentina | River Plate       | Argentina | 1955 |
| Torneo Competencia            | Nacional          | Uruguay   | 1959 |
| Primera División de Venezuela | Deportivo Galicia | Venezuela | 1964 |

| Títulos    | Club     | País    | Año  |
| ---------- | -------- | ------- | ---- |
| Copa Aldao | Nacional | Uruguay | 1946 |